# Asaf Jah II
Asaf Jah II Nizam al-Mulk Nizam al-Dawla Nawab Mir Nizam Ali Khan Bahadur Fath Jang Sipahsalar (7 de març de 1734 - Hyderabad 6 d'agost de 1803) fou nawab subadar del Dècan i nizam d'Hyderabad, quart fill d'Asaf Jah I amb Umda Begum Sahiba.
Va rebre del seu pare els títols de nawab i Asaf Jah i el 1756 se li va concedir un mansab i dos dies després fou nomenat subadar de Berar (28 d'abril de 1756). El 9 de novembre de 1757 el seu germà Salabat Jang el va designar successor, però la decisió fou revocada el 13 de febrer de 1758, però gaudia de la confiança del seu germà i després de negociar un acord amb la Companyia Britànica de les Índies Orientals el 14 de maig de 1759, fou nomenat plenipotenciari amb títol de Mukhtar-i-Mutlaq el 17 de juny de 1759, i va exercir fins al 27 de setembre de 1760.
Va donar un cop d'estat i va deposar el seu germà (al que al cap d'un any va fer matar) pujant al musnad el 8 de juliol de 1762. La seva residència era Aurangabad però el 1763 la va traslladar a Hyderabad.
El 1765 Nizam Ali Khan Asaf Jah II va assolar el Carnàtic, exercint més crueltats de les que calien; es va retirar quan es van acostar els britànics que van ocupar els Circars; els anglesos volien tenir bones relacions amb el nizam per no tenir obstacles a la província dels Circars Septentrionals, que estava sota sobirania francesa però havia estat ocupada pels britànics avalats en un firman imperial. Així el 12 de novembre de 1766 britànics i Nizam Ali van signar un tractat pel qual aquest renunciava als seus drets als Circars Septentrionals a canvi d'una força britànica de suport en cas de guerra o, en anys de pau, el pagament de 9 lakhs anuals; el nizam ajudaria als britànics si calia; un article del tractat estipulava que Nizam Ali hauria de respectar la vida del seu germà Basalat Jang que rebria un dels Circars de manera vitalícia, com a feudatari. Amb l'ajut britànic el nizam va poder atacar Haidar Ali de Mysore, però aviat Nizam Ali va preferir fer aliança amb ell; les coses no van anar bé i aviat el nizam va demanar la pau als britànics que fou signada per tractat de 1768. Per aquest tractat la Companyia Britànica de les Índies Orientals i el nawab del Carnàtic havien d'estar sempre disposades a enviar dos batallons de sipais i sis peces d'artilleria, manada per europeus, allà on el nizam ho demanés, però el nizam havia de pagar les despeses.
Basalat Jang va morir el 1782 però els britànics no van obtenir la cessió del Circar que li havia estat assignat fins al 1788, ja que el pagament (peshkash) que els britànics havien de fer al nizam pels Circars estava endarrerit, però finalment l'afer fou arranjat i Lord Cornwallis va enviar una nota aclaridora el 1789 sobre la interpretació del tractat de 1768, sense acceptar un nou tractat. La carta fou declarada per la Cambra dels Comuns com posseïdora de la mateixa força que un tractat; estipulava que les forces que les britànics havien d'aportar al nizam quan aquest ho demanava no podrien ser utilitzades contra cap aliat britànic.
El 1790 va esclatar la guerra amb Tipu Sultan de Mysore i es va signar un tractat ofensiu i defensiu entre els britànics, el nizam i el peshwa maratha. Tipu va obtenir la pau a canvi de la meitat dels seus dominis i una part va anar a parar al nizam (tractat de Seringapatam de 1792); poc després el nizam va entrar en guerra contra els marathes i va demanar l'assitència britànica però el governador general Sir John Shore, va al·legar els tractats amb els marathes i va refusar i el nizam va haver de signar una pau humiliant cedint Daulatabad, Ahmedabad i Sholapur i pagant una indemnització de 30 milions de rúpies.
En revenja el nizam va demanar la retirada de dos batallons britànics estacionats a la ciutat d'Hyderabad; tot seguit va demanar oficials francesos dirigir a un grup escollit de les seves forces, però pel tractat de 1798, els francesos van haver d'abandonar el servei, i es va signar un nou tractat, i sota l'Earl de Mornington, després marquès Wellesley la força britànica subsidiària va passar a 6000 sipais i el nizam va acceptar pagar les despeses; Bolarum va esdevenir un dels principals quarters (cantonnement) dels britànics al Dècan. A la caiguda de Seringapatam i la mort de Tipu Sultan (1799) els seus dominis es van repartir pel tractat de Mysore i encara la seva part es va incrementar per la retirada del peshwa maratha, rebent els districtes de Cudappah i Khammam. El 1800 la força britànica a Hyderabad fou altra vegada augmentada i el pagament pel seu manteniment fou canviat per cessió de territoris (el nizam va cedir els territoris obtinguts de Mysore al tractat de 1792 i els obtinguts el 1799). Aquestos territoris foren anomenats Districtes Cedits. Per aquest tractat signat el 1800 el nizam va acceptar aportar en temps de guerra 6000 soldats d'infanteria i 9000 de cavalleria a l'exèrcit britànic.
Es va casar amb diverses dones El nizam va morir el 6 d'agost de 1803 i el va succeir el seu fill Mir Akbar Ali Khan Sikandar Jah Asaf Jah III. Va tenir 11 fills i 12 filles.